# 薩尼斯
薩尼斯（英語：Zaneis）是美國俄克拉荷馬州卡特縣一個非建制地區，海拔高度為296米（971英尺）。當地位於希爾德頓（Healdton）西南偏南以及威爾遜（Wilson）西北偏西，並鄰近70號美國國道。另一方面，薩尼斯也是美國政治人物湯姆·提普斯的出生地，此人曾經在1954年至1962年期間擔任俄克拉荷馬州州務卿。